# Gleditsia japonica
Gleditsia japonica är en ärtväxtart som beskrevs av Friedrich Anton Wilhelm Miquel. Gleditsia japonica ingår i släktet Gleditsia och familjen ärtväxter.

## Underarter
Arten delas in i följande underarter:
- G. j. delavayi
- G. j. japonica
- G. j. velutina

## Bildgalleri

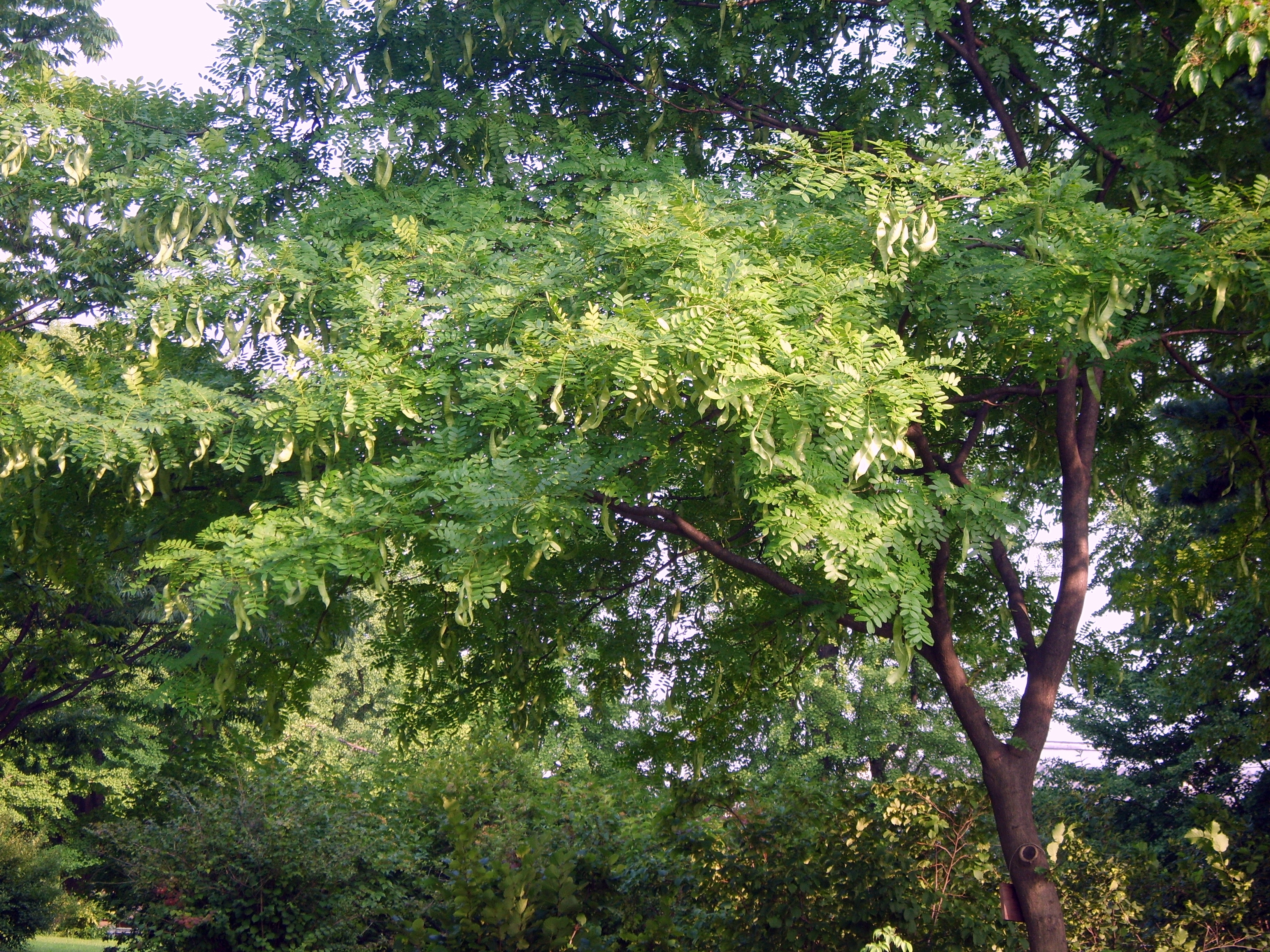
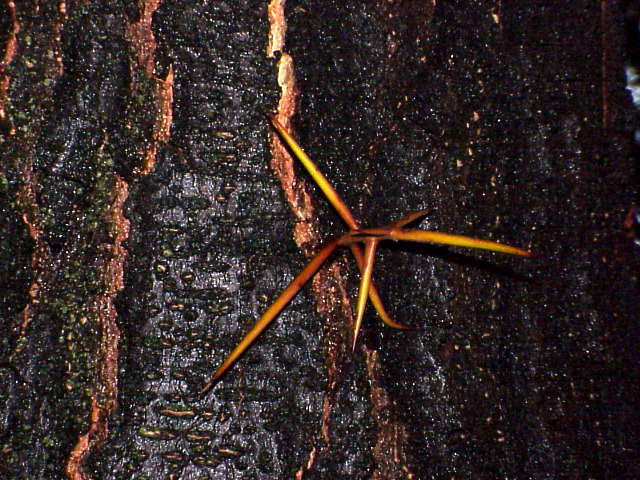
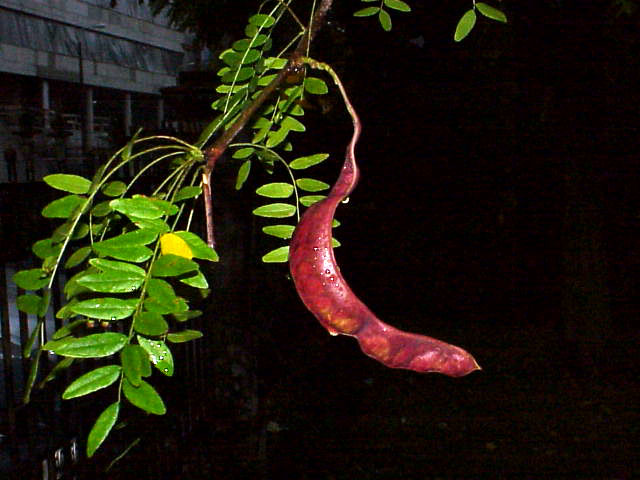
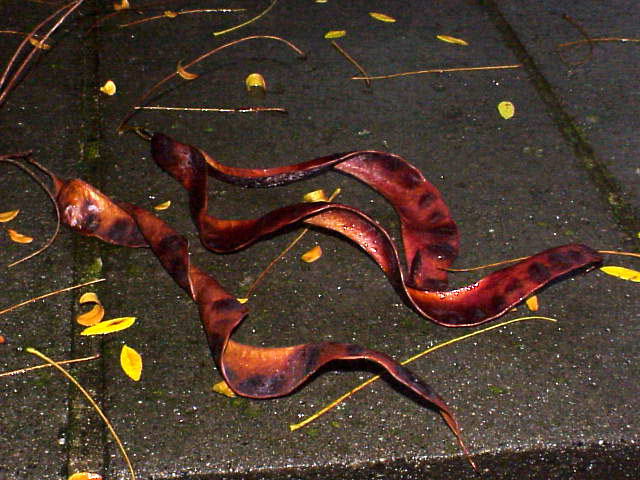